# Brachygalaxias gothei
Brachygalaxias gothei is een straalvinnige vissensoort uit de familie van de snoekforellen (Galaxiidae). De wetenschappelijke naam van de soort is voor het eerst geldig gepubliceerd in 1983 door Busse.